# Jules Gilly
Jules Gilly, né en 1828 à Nice (alors province de Nice du royaume de Sardaigne) et mort en juillet 1898 au couvent de la Grande-Chartreuse (Isère), est un homme politique français, maire de Nice sous la Troisième République.

## Biographie
Après des études aux collèges de Tournon (Ardèche) et de Béziers (Hérault), il devient négociant et banquier à Nice.
Conseiller municipal de 1860 à 1878, il est également élu conseiller général de Nice-Ouest en 1871 mais ne se représente pas en 1877. 
Républicain conservateur, proche du centre droit, il est à nouveau élu conseiller municipal en avril puis en mai 1886 et devient maire, mais il démissionne dès le mois de novembre pour raisons de santé. Il est remplacé par François Alziary de Malausséna.

## Mandats
- Conseiller municipal de Nice (1860-1878).
- Conseiller général de Nice-Ouest (1871-1877).
- Conseiller municipal de Nice (1886-1896).
- Maire de Nice (mai-novembre 1886).